# Léna (bande dessinée)
Pour les articles homonymes, voir Léna (homonymie).
Léna est une bande dessinée d'espionnage écrite par Pierre Christin et dessinée par André Juillard. Publiée par les éditions Dargaud dans la collection « Long Courrier », son premier volume, Le Long Voyage de Léna, a été publié en 2006. Il a été suivi en 2009 de Léna et les trois femmes et en 2020 de Dans le brasier.

## Documentation
- Évariste Blanchet, « Géopolitique intimiste », dans Bananas no 2, automne-hiver 2006-2007, p. 44-45.
- Christophe Quillien, « Dames de cœur : Léna », dans Elles, grandes aventurières et femmes fatales de la bande dessinée, Huginn & Muninn, octobre 2014 (ISBN 9782364801851), p. 50-51.